# 동정귤
동정귤(洞庭橘)은 운향과의 과일 나무(상록 소교목)이다. 감귤나무(Citrus reticulata) 재배종으로, 다른 재배 감귤과 마찬가지로 포멜로(C. maxima) DNA를 일부 포함한다. 제주도 재래 감귤의 하나이며, 편귤 등 다른 제주감귤과 유전적 근연관계가 있다. 식물학적 종이 아니지만, Citrus erythrosa hort. ex Tanaka 등 학명으로 불리기도 한다.
조선 시대 때는 임금에게 진상되는 과일이었다. 1702년 제주목사 이형상이 제주도의 각 고을을 순회한 장면을 화공 김남길이 기록한 채색 화첩인 《탐라순력도(耽羅巡歷圖)》의 〈감귤봉진(柑橘封進)〉에는 진상된 제주 감귤 수가 적혀 있는데, 동정귤은 감자(2만 5,842개)와 당유자(4,010) 다음으로 많은 2,804개가 진상되었다고 기록되어 있다.

## 같이 보기
- 제주감귤